# Abontjeman
Abontjeman is een voormalig dorp in het district Brokopondo in Suriname. Het lag aan de Sarakreek en werd vooral door Aukaners bewoond. Tijdens de aanleg van het Brokopondostuwmeer moesten de inwoners in de jaren 1960-1968 vertrekken omdat hun dorp onder water kwam te staan.
Nabij Abontjeman werd in 1908 een tracé van de Lawaspoorweg aangelegd, met voor Abontjeman zelf ook een tussenstation.